# Georges Barazer de Lannurien
Georges Barazer de Lannurien, (16. prosince 1915, Saint-Servan-sur-Mer – 1. března 1988 Clamart) byl velitel oddílu francouzských partyzánů na Slovensku během Slovenského národního povstání. Vyznamenal se v bojích u Strečna v srpnu a září 1944 a v bojích o Turiec.

## Životopis
Narodil se během první světové války v rodině důstojníka z Bretaně.
Během druhé světové války působil jako příslušník francouzské armády. V roce 1940 padl do německého zajetí. Byl držen v zajateckém táboře u Náchoda. V létě 1942 uprchl spolu s dalším spoluvězněm přes Čadcu na Slovensko. Pokoušel se přes Slovensko dále dostat do Turecka, byl však zatčen v Seredi. Byl držen pod policejním dozorem v Trnavě. Při útěku do Maďarska byl zadržen a internován v táboře u Balatonu. Spolu s dalšími Francouzi se pokusil o útěk s cílem přechodu do Jugoslávie, kde by se spojil s místními partyzány a následně přešel do osvobozené části Itálie. Tento útěk nebyl úspěšný a de Lannurien byl vrácen do internačního tábora. Později mu poskytlo azyl francouzské vyslanectví v Budapešti. V dubnu 1944 se s pomocí falešného pasu vrátil na Slovensko. Podílel se na přípravách povstání. Vrátil se do Budapešti, kde organizoval přechod francouzských zajatců z nacisty okupovaného Maďarska na Slovensko.
Po začátku povstání na Slovensku se stal v hodnosti kapitána velitelem francouzského oddílu první československé partyzánské brigády M. R. Štefánika. Tato jednotka byla formována v Turci v okolí Sklabině a v Kantorské dolině. Francouzský oddíl se zúčastnil povstání hned od prvního dne bojů – 29. srpna. Jednotka významně zasáhla do bojů v oblasti Strečna a utrpěla v třídenních bojích značné ztráty. Později byla nasazena do bojů o Vrútky a přístupy k Žiaru nad Hronom. V poslední fázi bojů povstání byla nasazena u Staré Huty. Následně se po porážce povstalecké armády stáhla do Nízkých Tater do oblasti Magurky a Iľanovské doliny. Po bojích s protipartyzánskými jednotkami v prosinci 1944 zůstal de Lannurienovi jen malý oddíl o síle deseti mužů. Spolu se zbytkem jednotky se spojil s praporem Kleskeň (součást československé partyzánské brigády), který v polovině ledna 1945 navázal styk s postupujícími sovětskými jednotkami na jihu Slovenska.
Po válce se vrátil do vlasti. Sloužil dále jako důstojník ve francouzské armádě. Působil jako vojenský atašé v Budapešti. V roce 1950 byl pro podezření ze špionáže ve prospěch Sovětů zbaven funkce. Později pracoval pro automobilku Renault.

## Ocenění
V roce 1995 mu město Žilina udělilo čestné občanství in memoriam. Na jeho památku a památku francouzských vojáků byla v Žilině po něm pojmenována ulice. Byly mu odhaleny pamětní tabule v Žilině, Sklabini, na Sliači a ve francouzském Roscoff, kde prožil většinu života a je i pohřben.

### Vyznamenání
- Řád SNP I. třídy (1945)
- Leninův řád (1956)
- důstojník Řádu čestné legie